# Stomorhina lilitha
Stomorhina lilitha är en tvåvingeart som beskrevs av Andy Z. Lehrer 2007. Stomorhina lilitha ingår i släktet Stomorhina och familjen Rhiniidae.
Artens utbredningsområde är Israel. Inga underarter finns listade i Catalogue of Life.